# Dischistodus perspicillatus
 Dischistodus perspicillatus és una espècie de peix de la família dels pomacèntrids i de l'ordre dels perciformes.

## Morfologia
Els mascles poden assolir els 18 cm de longitud total.

## Distribució geogràfica
Es troba des del Mar d'Andaman fins al nord-oest d'Austràlia, Salomó, la Xina i la Gran Barrera de Corall.